# 無ケーカクの命中男/ノックトアップ
『無ケーカクの命中男/ノックトアップ』（Knocked Up）は、2007年公開のアメリカ映画。
アメリカでは初登場2位を記録し、興行収入も1億4000万ドルを超えるヒットとなった。また、作品の評価も高く放送映画批評家協会賞コメディ映画賞や全米脚本家組合賞オリジナル脚本賞などにノミネートされた。
日本では、「40歳の童貞男」チームpresents 『男たちの恋愛強化月間!?』というテーマで『寝取られ男のラブ♂バカンス』と二本立てで公開。映倫からR-15の指定を受けている。

## ストーリー
気ままに生きるベンはバーで出会った新人テレビキャスターのアリソンと出会い、意気投合。酔った勢いでベッドを共にしたが、その8週間後、アリソンから妊娠を告げられる。

## キャスト
役名：俳優（DVD版日本語吹き替え）
- ベン・ストーン：セス・ローゲン（遠藤純一）
- アリソン・スコット：キャサリン・ハイグル（石塚理恵）
- ピート：ポール・ラッド（浜田賢二）
- デビー：レスリー・マン（日野由利加）
- ジェイソン：ジェイソン・シーゲル（山野井仁）
- ジェイ：ジェイ・バルチェル（堀越省之助）
- ジョナ：ジョナ・ヒル（桜井敏治）
- マーティン：マーティン・スター（竹内良太）
- セイディ：モード・アパトー
- シャーロット：アイリス・アパトー
- スコット夫人：ジョアンナ・カーンズ
- ブレント：ビル・ヘイダー
- ハリス・ストーン：ハロルド・ライミス
- ジャック：アラン・テュディック
- クニ：ケン・チョン
- アダム・スコット

### カメオ出演
- スティーブ・カレル（クレジット表記なし）（島田敏）
- ジェシカ・アルバ（クレジット表記なし）
- アンディ・ディック（クレジット表記なし）
- ジェームズ・フランコ（クレジット表記なし）
- エヴァ・メンデス（クレジット表記なし）